# Monofoni (musik)
Monofoni är den musikteoretiska termen för enstämmig sats – om man i det fallet vill tala om sats – alltså en oackompanjerad melodi, eller på sin höjd en melodi med ackompanjemang av enbart rytminstrument eller bordun.
En flerstämmig sats där en melodistämma dominerar kallas homofon.
En flerstämmig sats med flera melodistämmor samtidigt kallas polyfon.